# Musikjahr 1851
Liste der Musikjahre

◄◄ | ◄ | 1847 | 1848 | 1849 | 1850 | Musikjahr 1851 | 1852 | 1853 | 1854 | 1855 | ► | ►►

Weitere Ereignisse
Dieser Artikel behandelt das Musikjahr 1851.

## Ereignisse

### Musiktheater
- 20. Januar: Am Stadttheater in Frankfurt am Main hat die komische Oper Die Opernprobe oder Die vornehmen Dilettanten von Albert Lortzing ihre Uraufführung, während der Komponist in Berlin im Sterben liegt.
- 11. März: Giuseppe Verdis Oper Rigoletto mit dem Libretto von Francesco Maria Piave nach dem Drama Le roi s’amuse von Victor Hugo wird in Venedig uraufgeführt. Die Oper wird ein großer Erfolg.

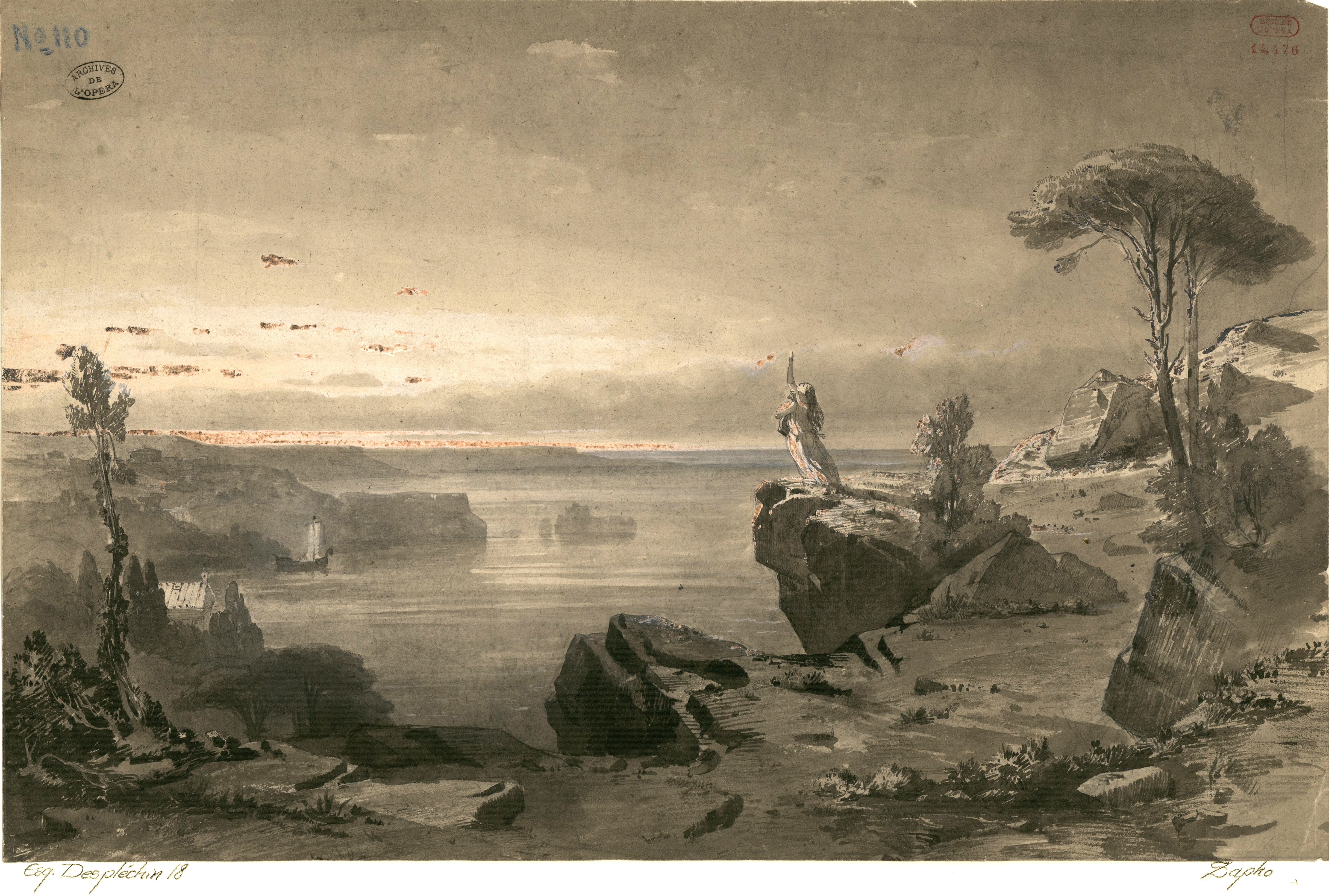
Szenenzeichnung der letzten Szene für die Uraufführung von Sapho

- 16. April: Die erste Fassung der Oper Sapho (Sappho) von Charles Gounod mit dem Libretto von Émile Augier hat ihre Uraufführung an der Grand Opéra in Paris.
- 20. August: Die Uraufführung der romantischen Oper Aurelia, Herzogin von Bulgarien von Conradin Kreutzer findet in Kassel statt.

Weitere Bühnenwerksuraufführungen
- Die Oper Medea von Saverio Mercadante wird am Teatro San Carlo, Neapel uraufgeführt.
- François Benoist komponiert das Ballett Pâquerette in Zusammenarbeit mit dem Choreografen Arthur Saint-Léon.
- An der Opéra-Comique in Paris wird die Oper Bonsoir, monsieur Pantalon von Albert Grisar uraufgeführt.
- Giuseppe Lillo führt im Teatro Nuovo in Neapel seine Oper La gioventù di Shakespeare ossia Il sogno d'una notte estiva (‚Die Jugend Shakespeares oder Ein Sommernachtstraum‘) erstmals auf. Das Libretto zu dem dreiaktigen Werk stammt von Giuseppe Sesto Giannini.
- Raymond ou Le secret de la Reine eine Oper von Ambroise Thomas wird ebenfalls im Jahr 1851 uraufgeführt.
- Außerdem erklingt Emilio Arrietas Oper Pergolesi erstmals in der Öffentlichkeit.
- In Weimar wird Joachim Raffs heroische Oper König Alfred uraufgeführt. Das Libretto zu dem vieraktigen Werk stammt von Gotthold Logau.

### Instrumental und Vokalmusik (Auswahl)

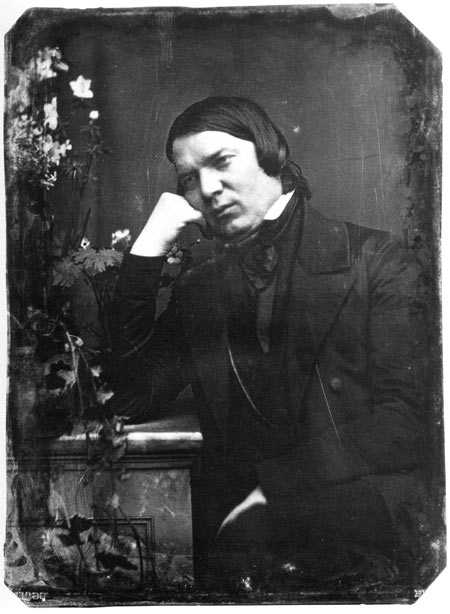
Robert Schumann; Daguerreotypie 1850

- Anton Bruckner: Das edle Herz, WAB 65; Frühlingslied, WAB 68; Die Geburt, WAB 69
- Niels Wilhelm Gade veröffentlicht sein Streichquartett f und das Orgelstück Drei Tonstücke op. 22.
- Michail Iwanowitsch Glinka vollendet die Spanische Ouvertüre Nr. 2 (Souvenir d’une nuit d’été à Madrid), an der er bereits seit 1848 gearbeitet hat.
- Franz Lachner komponiert seine Sinfonie Nr. 8 g-Moll op. 100.
- George Onslow komponiert mit dem Trio für Klavier, Violine und Violoncello op. 83 sein letztes mit einer Opus-Zahl erfasstes Werk.
- Anton Grigorjewitsch Rubinstein veröffentlicht die erste Version seiner 2. Symphonie Okean (‚Ozean‘) C-Dur op. 42 und das Klavierkonzert Nr. 2 F-Dur op. 35. Außerdem kommen noch die Violinsonate Nr. 1 G-Dur op. 13 und Zwei Klaviertrios op. 15 heraus.
- Robert Schumann:
  - 5. Februar: Die 3. Sinfonie wird im Rahmen eines bunten Konzertabends unter Schumanns Leitung in Düsseldorf uraufgeführt. Die Premiere wird durch spontanen Applaus zwischen den Sätzen unterbrochen, eine zweite Aufführung gibt es auf Wunsch des begeisterten Publikums bereits gut einen Monat später, am 13. März. Im Oktober erscheint die Partitur im Verlag von Nikolaus Simrock im Druck.
  - Im März komponiert er die Märchenbilder. Das Werk geht wahrscheinlich auf das vierteilige Gedicht Märchenbilder zurück, das der Berliner Dichter Louis du Rieux am 19. Februar an Schumann sandte.
  - Die bereits 1841 entstandene 4. Sinfonie wird veröffentlicht.
  - Robert Schumann komponiert außerdem drei Ouvertüren zu den Werken Die Braut von Messina von Schiller op. 100; Julius Caesar von Shakespeare op. 128 und Hermann und Dorothea von Goethe op. 136. Darüber hinaus entstehen auch die Violinsonate Nr. 1 a-Moll op. 105 und die Violinsonate Nr. 2 d-Moll op. 121
  - Erstveröffentlichung der Waldszenen op. 82 für Klavier bei Bartholf Senff in Leipzig
- Johann Strauss (Sohn) bringt im Jahr 1851 folgende Werke heraus, von denen die meisten bis heute gelegentlich bei Konzerten gespielt werden: Aurora-Ball-Tänze (Walzer) op. 87; Orakel-Sprüche (Walzer) op. 90; Rhadamantus-Klänge (Walzer) op. 94; Idyllen (Walzer) op. 95; Gambrinus-Tänze (Walzer) op. 97; Frauenkäferln (Walzer) op. 99; Mephistos Höllenrufe (Walzer) op. 101; Herrmann-Polka op. 91; Vöslauer Polka op. 100; Albion-Polka op. 102; Kaiser-Jäger-Marsch op. 93; Viribus unitis (Marsch) op. 96; Slaven-Ball-Quadrille op. 88; Maskenfest-Quadrille op. 92; Promenade-Quadrille op. 98 und die Vivat!-Quadrille op. 103.
- Richard Wagner komponiert den Walkürenritt.

### Lied
- 00. November: Wilhelm Ganzhorn veröffentlicht das zur Melodie des Liedes Drei Lilien, drei Lilien, die pflanzt ich auf mein Grab geschriebene 13-strophige Gedicht Im schönsten Wiesengrunde unter dem Namen Das schöne Tal.

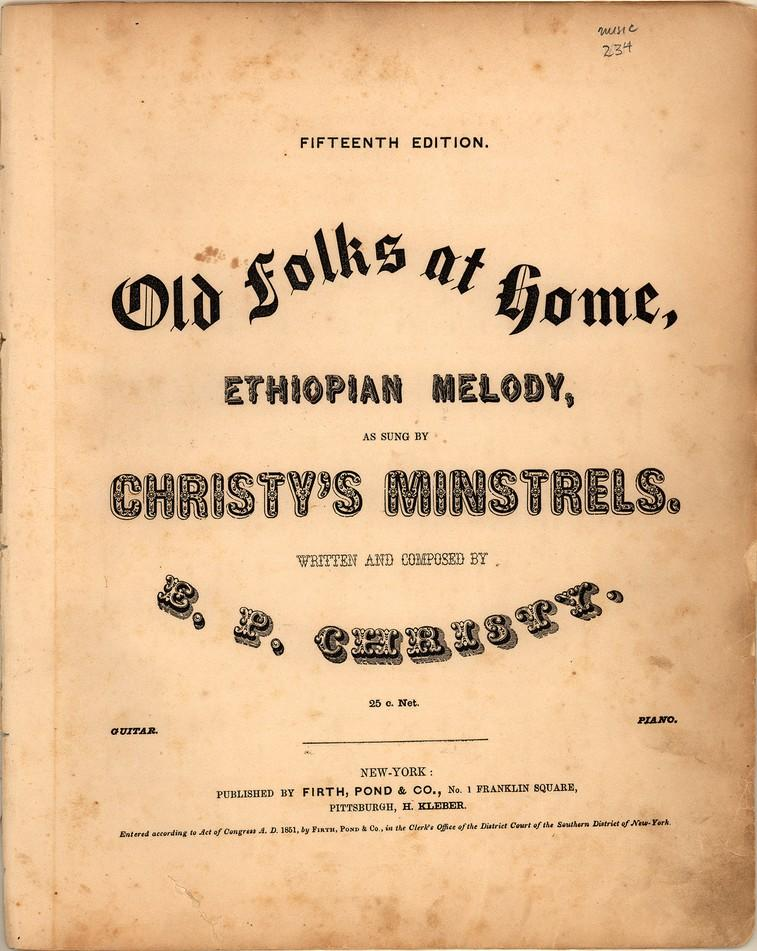
Old Folks at Home, Werbeplakat für die Christy's Minstrels aus dem Jahre 1851

- Stephen Foster veröffentlicht das Lied Old Folks at Home.

## Geboren

### Januar bis Juni
- 01. Januar: Emanuel Chvála, tschechischer Komponist und Musikschriftsteller († 1924)
- 09. Januar: Giuseppe Gallignani, italienischer Komponist und Musikpädagoge († 1923)
- 13. Januar: Franz Friedrich Kohl, österreichischer Entomologe und Volksliedforscher († 1924)
- 29. Januar: Stanislao Falchi, italienischer Komponist und Musikpädagoge († 1922)
- 03. Februar: Gottfried Angerer, deutscher Chordirigent und Komponist († 1909)
- 09. Februar: Édouard Jacobs, belgischer Cellist und Musikpädagoge († 1925)
- 18. Februar: Paul Abarbanell, deutscher Kapellmeister († 1919)
- 20. März: Pietro Abbà Cornaglia, italienischer Komponist und Organist († 1894)
- 27. März: Ruperto Chapí y Lorente, spanischer Komponist und Professor († 1909)
- 27. März: Vincent d’Indy, französischer Komponist und Musiktheoretiker († 1931)
- 02. April: Adolph Brodsky, russischer Geiger († 1929)
- 07. April: Otto Klauwell, deutscher Komponist († 1917)
- 04. Mai: Clément Broutin, französischer Komponist († 1889)
- 06. Mai: Aristide Bruant, französischer Kabarettsänger, Schriftsteller, Komödiant und Nachtklubbesitzer († 1925)
- 17. Mai: Aleksander Michałowski, polnischer Pianist, Musikpädagoge und Komponist († 1938)

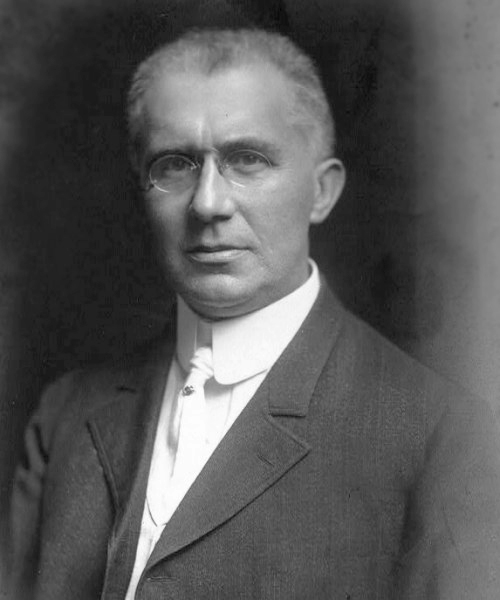
Emil Berliner; * 20. Mai

- 20. Mai: Emil Berliner, deutscher Erfinder der Schallplatte und des Grammophons († 1929)
- 23. Mai: Antoni Stolpe, polnischer Komponist († 1872)
- 02. Juni: Amiati, französische Chansonsängerin († 1889)
- 08. Juni: Christian Heinrich Menzner, deutscher Ingenieur und Komponist († 1927)
- 11. Juni: Oscar Borg, norwegischer Komponist, Dirigent, Organist und Flötist († 1930)
- 21. Juni: Calvin Brainerd Cady, US-amerikanischer Musikpädagoge († 1928)
- 22. Juni: Jacques Martin, belgischer Komponist und Dirigent († 1930)

### Juli bis Dezember
- 27. Juli: Ivar Eggert Hedenblad, schwedischer Komponist, Dirigent und Musikpädagoge († 1909)
- 11. August: Julius Böhm, mährisch-österreichischer Organist, Komponist und Kirchenmusiker († 1917)
- 22. August: Richard Andersson, schwedischer Komponist, Pianist und Musikpädagoge († 1918)
- 31. August: Elise Wiedermann, österreichisch-australische Sängerin und Kunstförderin († 1922)
- 04. September: Adolf Hagen, deutscher Komponist und Kapellmeister († 1926)
- 12. September: Emil Nikel, deutscher Theologe und Komponist († 1921)
- 09. Oktober: Arturo Colautti, Schriftsteller, Journalist, Dichter und Librettist († 1914)
- 23. Oktober: Guillaume Couture, kanadischer Musikpädagoge, Musikkritiker, Dirigent, Chorleiter, Komponist, Organist und Sänger († 1915)
- 16. November: Minnie Hauk, US-amerikanische Opernsängerin († 1929)
- 26. November: George Karel Gerardus van Aaken, niederländischer Violinist, Dirigent, Kapellmeister, Musikpädagoge und Komponist († 1920)
- 05. Dezember: Mary Krebs-Brenning, deutsche Pianistin († 1900)
- 12. Dezember: Alfred Ahlborn, deutscher Organist und Musiklehrer († 1932)
- 17. Dezember: Ernest Lavigne, kanadischer Komponist, Kapellmeister, Kornettist und Musikverleger († 1909)

### Genaues Geburtsdatum unbekannt
- Antoni Agramont i Quintana, katalanischer Flügelhornist, Cobla-Dirigent und Sardana-Komponist († 1906)
- Mary Grant Carmichael, englische Komponistin († 1935)
- Clarence Eddy, US-amerikanischer Organist und Komponist († 1937)
- Viriato Figueira, brasilianischer Komponist, Flötist und Saxophonist († 1883)
- Elliott Haslam, kanadischer Musikpädagoge und Chorleiter († 1915)

## Gestorben

### Todesdatum gesichert

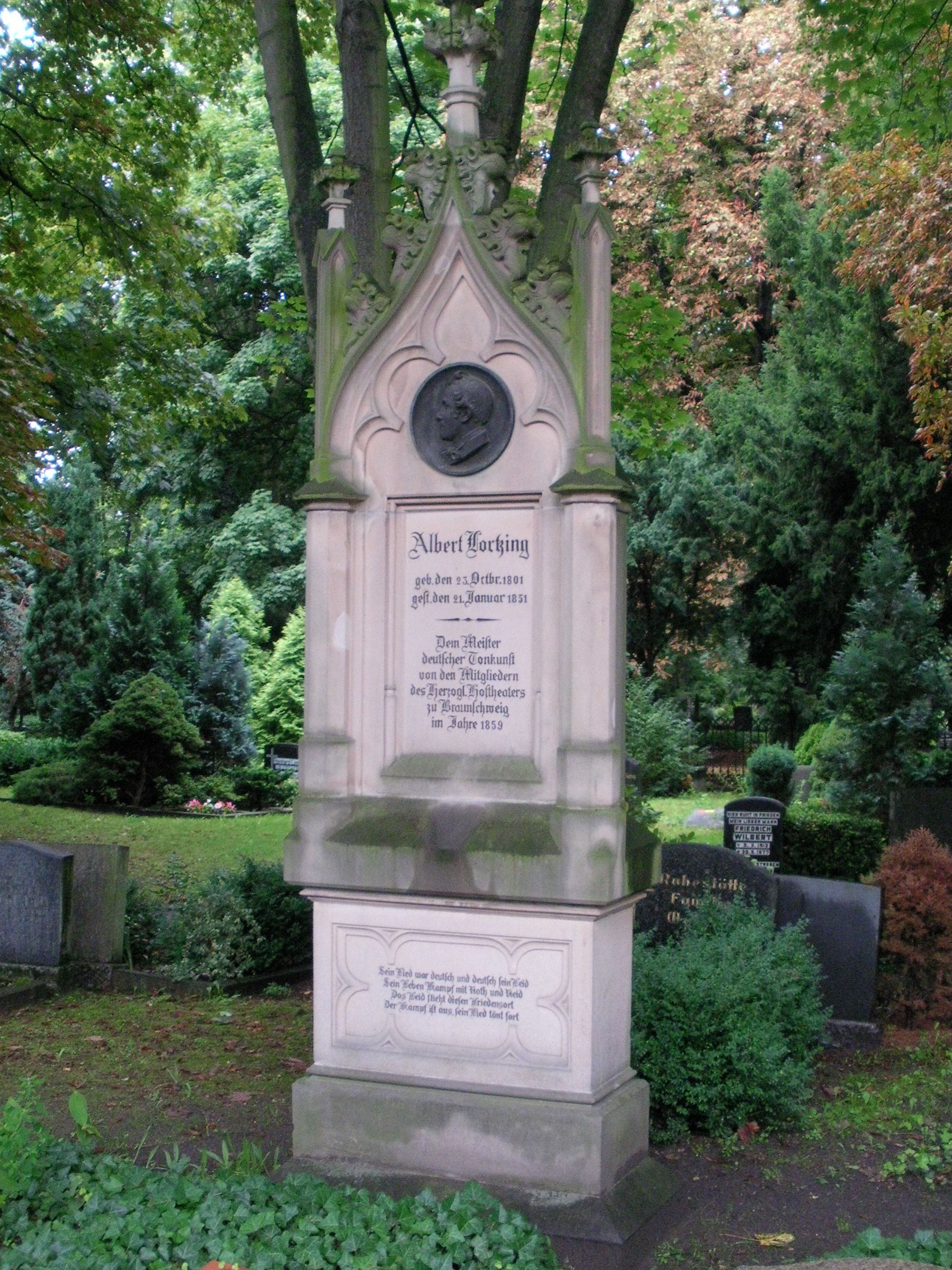
Grabmal Lortzings auf dem II. Sophien-Friedhof in Berlin

- 06. Januar: Rudolph Killitschgy, österreichischer Musikpädagoge und Pianist (* 1797)
- 06. Januar: Carl Leibnitz, deutscher Opernsänger, Chorleiter und Theaterschauspieler (* 1773)
- 21. Januar: Albert Lortzing, deutscher Komponist, Librettist, Schauspieler, Sänger und Dirigent (* 1801)
- 24. Januar: Gaspare Spontini, italienischer Opernkomponist und -dirigent (* 1774)
- 20. Februar: Joseph Schweinacher, deutscher Orgelbauer (* 1766)
- 06. März: Alexander Alexandrowitsch Aljabjew, russischer Komponist (* 1787)
- 14. März: Caroline Esterházy, ungarische Adelige, Pianistin und Freundin und Muse des Komponisten Franz Schubert (* 1805)
- 21. März: Louis Chollet, französischer Organist und Komponist (* 1815)
- 09. April: Antoine-Charles Glachant, französischer Geiger, Dirigent und Komponist (* 1771)
- 21. April: Hippolyte Colet, französischer Komponist, Musikpädagoge und -theoretiker (* 1808)
- 23. Juni: Anna Kraus-Wranitzky, österreichische Opernsängerin (* 1801)
- 30. Juni: Jan Theobald Held, tschechischer Arzt und Komponist (* 1770)
- 17. Juli: Béni Egressy, ungarischer Komponist, Librettist, Übersetzer und Schauspieler (* 1814)
- 21. Dezember: Carl Friedrich Rungenhagen, deutscher Komponist und Musikpädagoge (* 1778)

### Genaues Todesdatum unbenannt
- Abel Comte d’Adhémar, französischer Komponist und Pianist (* 1812)

### Gestorben nach 1851
- Rudolphus Adam, US-amerikanischer Musiker und Musikpädagoge österreichischer Herkunft (* vor 1840)